# Amitàon
Segons la mitologia grega, Amitàon (en grec antic Ἀμυθάων) va ser un heroi, fill de Creteu, rei de Iolcos, i de Tiro.
Casat amb Idòmene, fou pare de Biant, Eòlia i Melamp.